# Combattimento aereo

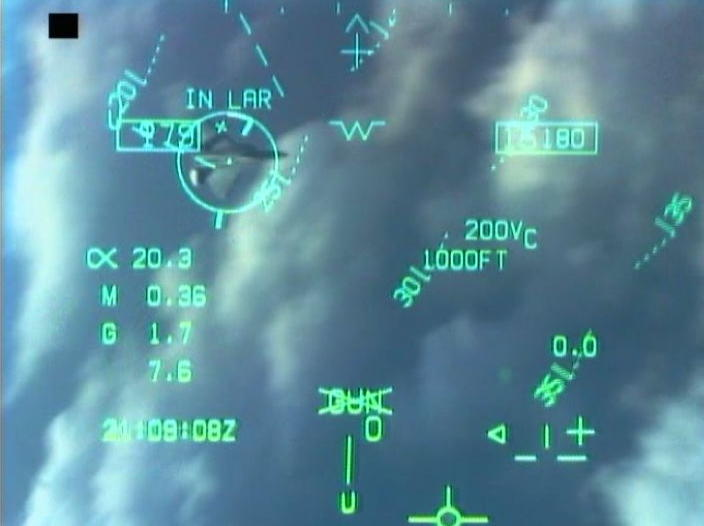
Foto ripresa durante una sessione di addestramento al combattimento aereo effettuata da un F-18 Hornet. Un F-22 Raptor è rappresentato racchiuso da un cerchio, il che, insieme con la presenza del quadrato nero in alto a sinistra, indica che l'aereo che sta effettuando la ripresa ha raggiunto una posizione dalla quale, aprendo il fuoco con il cannone di bordo, è in grado di colpire l'avversario.

Il combattimento aereo è un confronto armato (o duello) aereo che si svolge tra aeromobili militari a corto raggio.
Il combattimento aereo risale al 1913, in Messico, poco dopo l'invenzione dell'aeroplano. Almeno fino al 1992 fu una componente fondamentale di tutte le maggiori guerre, nonostante la credenza secondo cui dopo la Seconda Guerra Mondiale le velocità sempre maggiori e l'utilizzo di armi a gittata sempre più grande renderanno il combattimento aereo obsoleto.
La terminologia moderna per il combattimento aria-aria è manovre di combattimento aereo (ACM), che si riferisce a situazioni tattiche che richiedono l'uso di manovre basiche di combattimento (BFM) per attaccare o sfuggire ad uno o più nemici. Questo si distingue dalla guerra aerea, che si occupa delle strategie per pianificare ed eseguire varie missioni.

## Etimologia
Il combattimento aereo è conosciuto internazionalmente come dogfight (dall'inglese dog = cane e fight = combattimento). Questo termine venne utilizzato per secoli per indicare una zuffa: una feroce, rapida battaglia tra due o più nemici. Il termine guadagnò popolarità durante la Seconda Guerra Mondiale, anche se il suo utilizzo nel combattimento aereo può essere fatto risalire agli ultimi anni della Prima Guerra Mondiale. Il primo riferimento scritto all'utilizzo odierno della parola compare nel numero della rivista The Graphic del 1918 dedicato alla morte del Barone von Richthofen: 'Il Barone si unì alla mischia, la quale, dividendosi in gruppi, si sviluppò in quello che gli uomini chiamano "a dog fight" (un combattimento tra cani).

## Storia

### Rivoluzione messicana
Il primo caso di combattimento tra due aerei e di un aereo che ne intercetta un altro ebbe luogo durante la Rivoluzione Messicana il 30 novembre 1913, tra due mercenari americani schierati su fronti opposti: Dean Ivan Lamb e Phil Rader. Entrambi avevano ordine di uccidere, ma dato che nessuno dei due voleva ferire l'altro, effettuarono numerose manovre sparando colpi di pistola, mancandosi volontariamente prima di finire le scorte di munizioni.

## Prima guerra mondiale
All'inizio della prima guerra mondiale gli aerei vennero impiegati inizialmente come aerei da ricognizione e i primi piloti militari non si occuparono di attaccare gli aerei nemici. Alcuni però decisero di intervenire per contrastare le osservazioni del nemico e tentarono di ottenere il loro scopo con mezzi improvvisati, tra cui lancio di pietre, granate e talvolta corde, sperando di farle impigliare nell'elica dell'aereo nemico. Dopo questi primi tentativi rudimentali, i piloti più esperti iniziarono a impiegare un fucile o una mitragliatrice per fare fuoco sugli aerei nemici.
Nel 1915 i tedeschi introdussero il sincronizzatore, un meccanismo che consentiva a una mitragliatrice montata lungo l'asse del velivolo di sparare solo quando le pale dell'elica non erano davanti alla linea di tiro. In questo modo era possibile ottenere una maggiore precisione nel tiro rispetto a quella ottenibile puntando manualmente le armi. La tecnica, successivamente copiata dai nemici dell'Intesa, diede l'avvio all'era in cui i duelli consistevano principalmente in inseguimenti in cerchio per portarsi a tiro, da cui il soprannome inglese dogfight, combattimento tra cani.
I primi piloti che prendevano parte ai combattimenti aerei non applicavano tattiche particolari: ne vennero provate varie con maggiore o minore successo, ma nessuna inizialmente si sviluppò in una dottrina organica. Solo pochi piloti riuscivano ad abbattere molti aerei e sopravvivere a lungo agli scontri e ancora meno riuscirono a fregiarsi del titolo di asso dell'aviazione, una definizione usata per la prima volta dai giornali francesi per soprannominare chi abbatteva cinque aerei nemici. I piloti da caccia nella prima guerra mondiale inizialmente combattevano in modo individuale, ma poi si rese conto che le tattiche di gruppo erano molto più efficaci di quelle possibili ad un aereo da caccia da solo. Il primo ad analizzare approfonditamente le tattiche del combattimento aereo fu il pilota tedesco Oswald Boelcke che nel 1916 codificò delle regole divenute note come Dicta Boelcke.

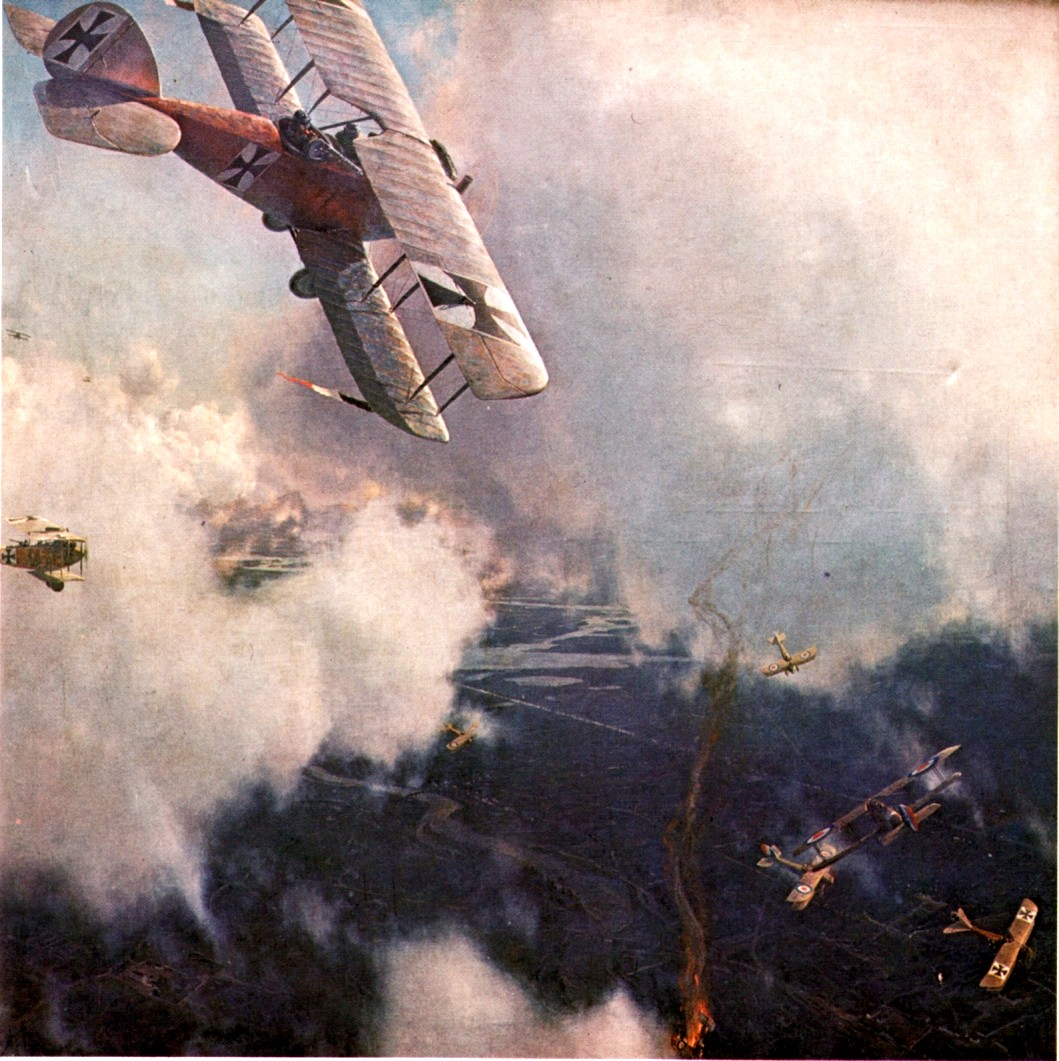
Combattimento aereo nella prima guerra mondiale

Boelcke incluse nelle sue leggi elementi come il vantaggio di quota, la presenza del sole alle spalle e il fattore sorpresa da impiegare come tattiche per ottenere una posizione di vantaggio sull'avversario. Tra le sue regole vi erano anche le caratteristiche di comportamento che dovevano avere i piloti da caccia per i quali veniva consigliata aggressività e attitudine a prendere l'iniziativa. Boelcke criticava severamente la "sportività" e il comportamento cavalleresco che caratterizzava molti piloti dell'epoca, la maggior parte dei quali, per esempio preferiva non inseguire un aereo danneggiato o fuori controllo. Secondo il cacciatore tedesco invece, il pilota da caccia doveva sempre impegnarsi per ottenere l'abbattimento del nemico a meno di non mettere in pericolo il proprio aereo in modo significativo. Sebbene la maggior parte di queste leggi non fossero nuove o rivoluzionarie, la loro semplice scrittura funzionò da guida per i piloti inesperti, che in precedenza dovevano imparare tutto da soli, fortemente influenzando le probabilità di sopravvivenza e di riuscire in abbattimenti di nemici. Le leggi di Boelcke cambiarono il modo di pensare nelle battaglie aeree e molti dei principi sono applicabili tuttora nel XXI secolo.
L'innovazione tecnologica durante il primo conflitto mondiale e le teorie di piloti all'avanguardia come Oswald Boelcke e Max Immelmann, portarono all'impiego in combattimento delle formazioni aeree. Volando in formazione, si permetteva ai piloti di sfruttare il vantaggio numerico e di difendersi a vicenda. La Luftstreitkräfte tedesca, in inferiorità numerica per tutta la guerra, fu la prima ad applicare la teoria della battaglia aerea in formazione e mise a punto tattiche finalizzate a raggiungere una superiorità numerica locale. Gli oppositori risposero a loro volta assemblando grandi formazioni di aerei, arrivando ad entrare in battaglia contro i rivali tedeschi con schieramenti spesso di 50 aerei circa per parte. Queste battaglie venivano soprannominate dagli inglesi furball (palle di pelo), a causa delle tante traiettorie di volo che si intersecavano e avvolgevano tra di loro in cielo. Con il procedere della guerra, anche altre nazioni svilupparono una dottrina della battaglia aerea, man mano che la ricognizione si comprese diveniva sempre più collegata alla intercettazione aerea e l'importanza di entrambe aumentava progressivamente.

## Periodo tra le guerre mondiali

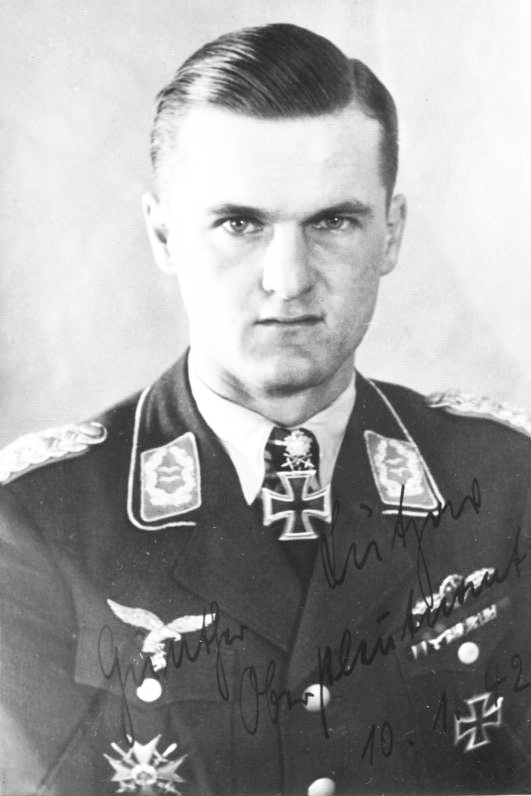
L'asso tedesco Günther Lützow fu l'ideatore iniziale della tattica di combattimento Rotte-Schwarm.

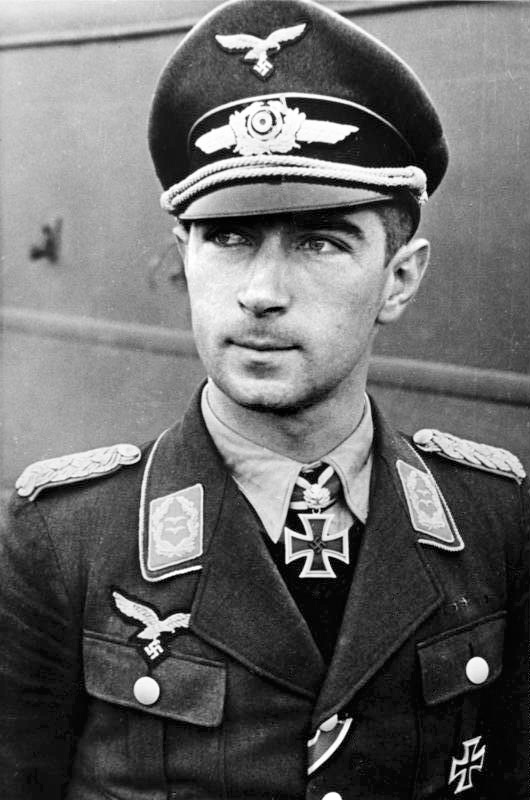
L'asso tedesco Werner Mölders.

Dopo la prima guerra mondiale aumentò in molti paesi l'attenzione alla strategia delle operazioni di volo bellico. La teoria militare dell'epoca, però, fu fortemente influenzata da studiosi come l'italiano Giulio Douhet, che alla luce delle conoscenze tecnologiche di quel tempo predicevano che i bombardieri avrebbero alla fine penetrato qualunque misura di protezione gli venisse opposta e il conseguente bombardamento strategico avrebbe determinato il corso delle guerre future, fino ad arrivare a far cessare le capacità del nemico di continuare a combattere. Subendo l'influsso di questo pensiero, molte forze aeree nel periodo trascurarono la specialità della caccia e l'addestramento alle battaglie aeree, finendo per perdere la maggior parte delle conoscenze e delle esperienze acquisite nella prima guerra mondiale. Tuttavia, lo sviluppo di aerei da caccia continuò e le prestazioni di velocità e quota massima raggiungibile per questi velivoli cominciò a eclissare le prestazioni dei bombardieri fino a far diventare i caccia una seria minaccia per gli aerei da bombardamento, una minaccia che si pensava di arginare dotando di aerei di scorta i bombardieri che sarebbero stati accompagnati fino a destinazione.
Durante la guerra civile spagnola, i tedeschi svilupparono una innovativa tattica di combattimento con i caccia, creando delle formazioni di 4-6 aerei chiamate "sciami" (in tedesco:Schwarm) suddivisi in coppie (in tedesco:Rotten). Ideata dal pilota Günther Lützow che nel corso di quella guerra divenne un asso con oltre cento vittorie aeree, e perfezionata ulteriormente da Werner Mölders, la tattica tedesca, che si rivelò vincente in quel conflitto, prevedeva che il gruppo da combattimento di base fosse lo Schwarm. Questo, una volta in contatto visivo col nemico, si divideva in due o tre coppie separate, costituite dal capo coppia (leader) e dal suo gregario che si difendevano a vicenda.
La tattica a "sciami" si dimostrò flessibile ed efficace, permettendo incroci e cambi di direzione veloci, attacchi improvvisi, manovre a sandwich che misero in seria difficoltà inizialmente i piloti della Royal Air Force. La dottrina del combattimento aereo della Luftwaffe influenzò l'impostazione che in seguito avrebbero dato ai loro reparti aerei le principali aviazioni militari.